# Subbaraman Meenakshi
Subbaraman Meenakshi est une joueuse d'échecs indienne née le 24 octobre 1981 à New Delhi.
Au 1er février 2021, elle est la 34e joueuse indienne avec un classement Elo de 2 171 points.

## Biographie et carrière
Grand maître international féminin depuis 2004, Subbaraman Meenakshi a remporté la médaille d'argent au championnat d'Asie d'échecs féminin en 2004.
Subbaraman Meenakshi a représenté l'Inde lors de trois olympiades féminines (en 2000 2002 et 2010) ainsi que de quatre championnats du monde féminins (en 2000, 2004, 2006 et 2010) et fut éliminée à chaque fois au premier tour de la compétition. En 2003, elle remporta la médaille de bronze individuelle au premier échiquier de l'Inde lors du championnat d'Asie des nations et l'équipe indienne finit quatrième du championnat d'Asie.
Elle est la sœur de Subbaraman Vijayalakshmi.